# Víctor Masalles
Víctor Emilio Masalles Pere (Barcelona, 29 de junio de 1961) es un obispo emérito, economista, teólogo católico dominicano de origen español (específicamente de la región de Cataluña). Fue obispo de Baní, entre 2016 y 2023.

## Biografía

### Familia
Víctor Emilio Masalles nació el 29 de junio de 1961, en la ciudad española de Barcelona, Cataluña. Hijo del matrimonio del ingeniero químico, David Masalles Lafulla y de la dermocosmiatra, Regina Pere.
Cuando Masalles tenía 3 años de edad, su familia se trasladó a vivir a la República Dominicana en febrero de 1965 estableciendo su residencia familiar en la ciudad de Santo Domingo. Allí creció y estudió. Vivió en una familia de clase media de tres hermanos: Jordi, Víctor y Gina.
A los catorce años de edad, su padre murió, por lo cual su madre tuvo que llevar adelante sola la familia.

### Formación
En 1978, inició sus estudios superiores en Economía, en la Universidad Autónoma de Santo Domingo, donde obtuvo el título de Economista. Luego descubrió su vocación religiosa y abandonó su carrera para seguirla.
Ingresó al Seminario Pontificio Santo Tomás de Aquino, donde realizó los estudios eclesiásticos.
En 1994 fue enviado a Roma para realizar sus estudios, en la Pontificia Facultad Teológica Teresianum, donde obtuvo la especialización en Teología espiritual en 1996. En ese año, pasó a realizar estudios en la Pontificia Universidad Gregoriana (1996-2001), obteniendo la licenciatura y el doctorado en Teología bíblica, con mención Summa cum laude.
Es políglota, pues habla el español, catalán, inglés, francés, italiano y latín; además, tiene amplios conocimientos de griego.

### Sacerdocio
Su ordenación sacerdotal fue el 7 de julio de 1991 en la Catedral Primada de América.
Como sacerdote desempeñó los siguientes ministerios:
- Vicario parroquial (1990-1991).
- Párroco de Santa Clara, promotor diocesano de las vocaciones adultas y canciller diocesano (1991-1994).
- Vicario episcopal del Clero (2003-2006)
- Director espiritual (2001-2002), rector (2002-2006) y profesor de Sagrada Escritura, Retórica y Espiritualidad (2001-2010) en el Seminario Pontificio Santo Tomás de Aquino.[4]
- Profesor de Espiritualidad bíblica y Espiritualidad sacerdotal, en el Instituto de Espiritualidad de los carmelitas.
- Profesor de Retórica, en el Instituto Superior Pedro Francisco Bonó.
- Párroco de San José de Calasanz (2006-2010).
- Vicario episcopal de Administración.[5]
- Presidente del Consejo de Directores del canal 41, Televida, el Canal Católico de la Familia.

## Episcopado

### Obispo auxiliar de Santo Domingo

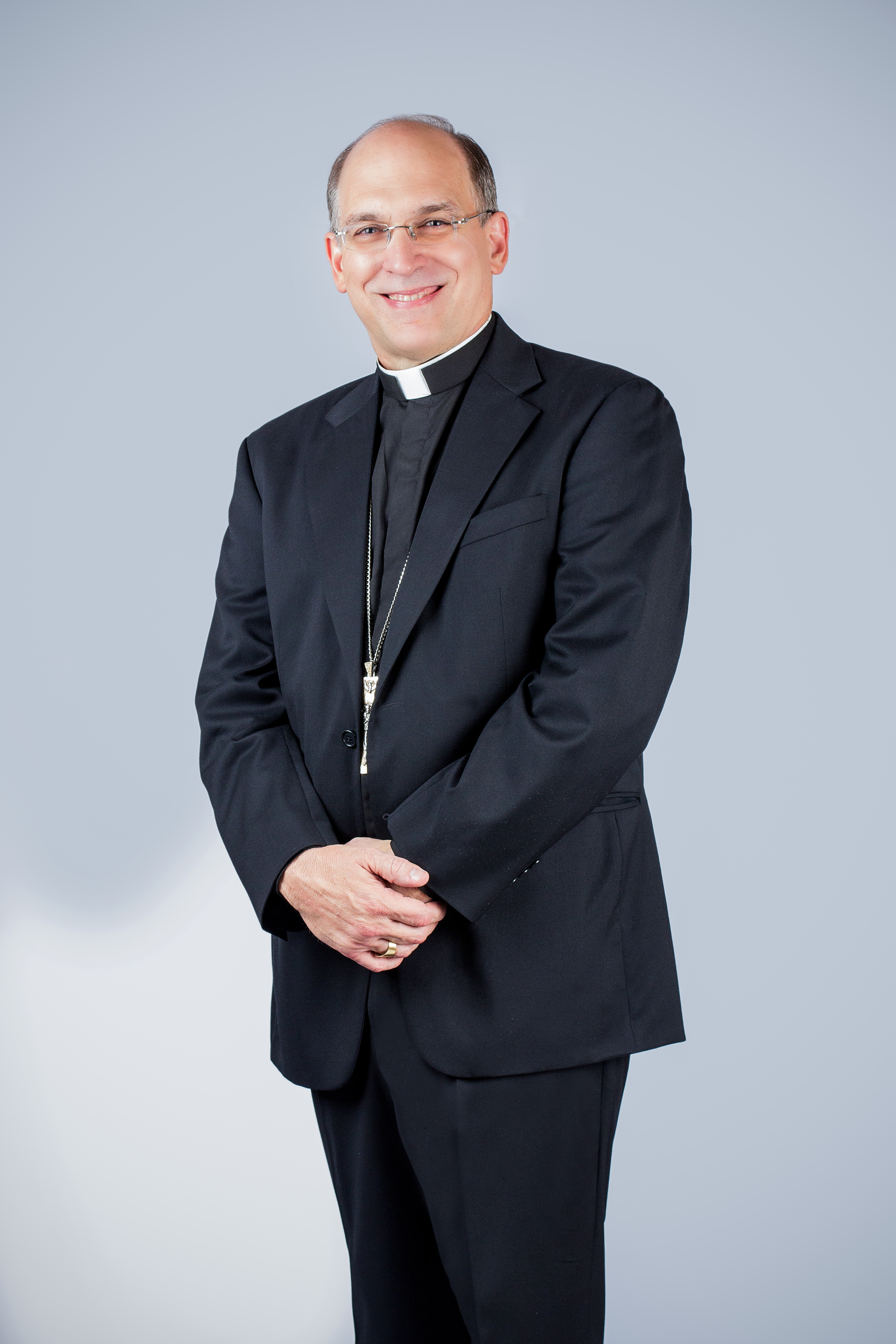
Masalles en 2012.

El 8 de mayo de 2010, el papa Benedicto XVI lo nombró como obispo titular de Girba y obispo auxiliar de Santo Domingo. Fue consagrado el 29 de junio del mismo año, en la Catedral Primada de América, a manos del cardenal-arzobispo Nicolás de Jesús López Rodríguez.
Desde 2014, tomó el liderazgo en la Iglesia católica en todo lo referente a la defensa de la vida y la familia. Luchando incansablemente para impedir la despenalización del aborto en su país a través de ponencias en el Congreso, los medios de comunicación y movilizaciones multitudinarias, lo cual le ha granjeado gran oposición de parte de los sectores que buscan liberalizarlo.

### Obispo de Baní
El 14 de diciembre de 2016, el papa Francisco lo nombró obispo de Baní. Tomó posesión canónica el 11 de febrero de 2017,  durante una ceremonia en la plaza cultural Joaquín Sergio Inchastegui de Baní.

#### Renuncia
El 12 de septiembre de 2023, el papa Francisco aceptó su renuncia como obispo de Baní, nombrando a un administrador apostólico al mismo tiempo.Su renuncia, se debió a raíz de una invitación del cardenal Juan José Omella a colaborar en la archidiócesis de Barcelona. Poco después, medios de comunicación informaron que el arzobispado desconocía tal invitación y que tampoco tiene algún encargo pastoral.
Tras pasar algunos días en su tierra natal, Masalles indicó que: «situaciones no esperadas han provocado que deba discernir sobre la conveniencia de comenzar una nueva etapa pastoral fuera de la República Dominicana». Además, dio a conocer que retornaría para iniciar un período sabático.